# EURES
EURES z anglického EURopean Employment Service, česky překládáno jako Evropský portál pracovní mobility nebo také jako Evropská služba zaměstnanosti, je evropský portál zabývající se poskytováním informací o pracovních a vzdělávacích příležitostech v zahraničí. Jeho součástí je i inzerce pracovních míst. EURES působí celkem ve 31 zemích Evropy, které zahrnují EHP a Švýcarsko.
Cílem portálu EURES je pomoci volnému pohybu pracovních sil v rámci spolupracujících zemí. Celou síť zaštiťuje a koordinuje Evropská komise, ale spolupracuje s dalšími partnerskými organizacemi ze všech zapojených států.

## Služby portálu EURES
Veškeré služby, které portál EURES poskytuje, jsou zdarma, a to pro zaměstnavatele i zájemce o práci či vzdělání.
- Poskytuje uchazečům o práci informace o pracovních a životních podmínkách ve všech spolupracujících zemích.
- Poskytuje informace o příležitostech ke vzdělávání ve spolupracujících zemích. (Provozováno službou Evropské komise PLOTEUS)
- Zprostředkovává zaměstnání ve spolupracujících zemích.
- Poskytuje možnost kontaktovat „živého“ poradce, který poskytuje další informace a pomoc.
- Umožňuje vytvořit profil Můj EURES, díky kterému zveřejníte svůj životopis v různých jazycích případným zaměstnavatelům.
- Pomáhá s nalezením vhodných zájemců o práci zaměstnavatelům, kteří mají zájem o pracovníky z jiných zemí.

### Česká republika
EURES je od 1.5.2004 součástí služeb Úřadu práce ČR. V České republice působí na pobočkách Úřadu práce více než 30 EURES poradců.

## Země zapojené do sítě EURES
- Belgie
- Bulharsko
- Česko
- Dánsko
- Estonsko
- Finsko
- Francie
- Chorvatsko
- Irsko
- Island
- Itálie
- Kypr
- Lichtenštejnsko
- Litva
- Lotyšsko
- Lucembursko
- Maďarsko
- Malta
- Německo
- Nizozemsko
- Norsko
- Polsko
- Portugalsko
- Rakousko
- Rumunsko
- Řecko
- Slovensko
- Slovinsko
- Spojené království
- Španělsko
- Švédsko
- Švýcarsko